# 粟承廉
粟承廉（1927年—1993年），男，北京人，中国舞剧编导，曾任中央芭蕾舞团一级编导。